# 沙田圍巴士總站
沙田圍巴士總站（英文：Sha Tin Wai Bus Terminus）是香港一個坑狀露天車站，位於沙田崗背街與怡成坊之間，皇御居對面，沙田交通安全公園旁邊，毗鄰沙田圍一帶多個私人屋苑。由於沙田圍一帶的私人屋苑於1984年開始入伙，九巴先後開辦全日路線86A和89B，以及只在平日早上繁忙時間服務的81P，為沙田圍居民提供巴士服務，後來因為配合81C線重組服務，81P線於2012年11月26日由281B線取代。總站於1985年2月9日啟用。

## 總站路線資料

### 九龍巴士86A線
- 沙田圍 ↔ 長沙灣（甘泉街）

1985年2月10日投入服務，是一條以沙田及深水埗區為主要服務對象的巴士路線，途經獅子山隧道及龍翔道往返沙田、大圍、石硤尾、深水埗及長沙灣。2024年5月5日起，每日上午的班次則由286A線取代。

### 九龍巴士89B線
- 沙田圍 ↔ 牛頭角

1984年8月5日投入服務，提供沙田河畔花園、沙角邨、博康邨、秦石邨、新翠邨、紅梅谷、獅子山隧道及龍翔道往返黃大仙、新蒲崗和彩虹邨的巴士服務。

### 九龍巴士286A線
- 沙田圍 ↺ 長沙灣

2024年5月5日投入服務，循環來往沙田圍及長沙灣，取代86A線每日上午的班次，途經秦石邨、大圍、青沙公路、美孚、長沙灣、深水埗、石硤尾、龍翔道及獅子山隧道，只在每日上午提供服務。

### 過海隧道巴士986線
- 沙田圍 → 西灣河

於2022年10月3日投入服務，前身為686線，只於星期一至五上午繁忙時間提供服務，途經沙角邨、博康邨、秦石邨、新翠邨、隆亨邨、青沙公路、西區海底隧道、中環及灣仔繞道、北角、鰂魚涌及太古城。

## 外部連結
- 九巴 （页面存档备份，存于）